# Threes
Threes (стилізований як Threes!) — це відеогра-головоломка від Sirvo, незалежної команди розробників, що складається з дизайнера ігор Ашера Фолмера, ілюстратора Грега Волвенда та композитора Джиммі Хінсона . Гра була випущена 6 лютого 2014 року для пристроїв iOS, а пізніше перенесена на Android, Xbox One та Windows Phone . У Threes гравець ковзає пронумеровані плитки по сітці, щоб об'єднати числа. Гра закінчується, коли на сітці не залишається жодного ходу, і плитки зараховуються до рахунку гравця.
Основа гри була прототипізована за одну ніч, але команда провела більше півроку, перебираючи варіації ідеї з візуальними темами, такими як суші та шахи . Наприкінці 14-місячного розвитку гри команда повернулася до простих принципів гри та теми цифр.
Агрегатор оглядів відеоігор Metacritic назвав Threes «універсальним визнанням». Рецензенти визнали гру «чарівною» та «захоплюючою» та порівняли її з Drop7, Stickets та Triple Town . Eurogamer і TouchArcade присудили грі ідеальні оцінки, причому останні називають її «приблизно настільки близько, наскільки це можливо до ідеальної мобільної гри». Інші розробники випускали подібні ігри та клони протягом декількох тижнів після запуску гри. Apple Inc. назвала Threes найкращою грою для iPhone 2014 року.

## Ігровий процес

Офіційний трейлер гри, що зображує ігровий процес

Гравець пересуває пронумеровані плитки на сітці чотири на чотири щоб об'єднати їх у більші числа. Наприклад, одиниці та двійки об'єднуються в плитку «три», дві трійки зливаються в «шість», а дві шістки — у «12». Проведення пальцем по екрану вгору, вниз, вліво або вправо переміщує всі плитки на один квадрат (якщо це можливо) на сітці в цьому напрямку і додає нову плитку до сітки в тому ж напрямку. Колір вхідної плитки відображається на екрані. Гравці можуть переглядати ходи, ковзаючи по сітці, не відпускаючи. Кожен вид числової плитки має свою індивідуальність.
Ігри у трійки, як правило, тривають кілька хвилин і закінчуються, коли на сітці не залишається жодного ходу (зазвичай, коли сітка заблокована однією плиткою з великою кількістю та багатьма плитками з низькою кількістю). Коли гра закінчена на екрані відображається "гра завершена " та гравці отримують остаточний рахунок на основі рідкості фішок (а не значень номерів). Мета гри — заробити високий бал. Поза грою гравці можуть переглядати свої результати та виконувати завдання Game Center.

## Розвиток
Threes був задуманий ігровим дизайнером Ашером Фолмером який працював над грою разом з художником Грегом Волвендом та композитором Джиммі Хінсоном . Ці троє, як компанія Sirvo LLC, раніше співпрацювали над словесною грою Puzzlejuice 2012 року для iOS . Волвенд працював над іграми, включаючи Ridiculous Fishing та Hundreds. Розвиток Threes почалося до Ridiculous Fishing. Фоллмер представив ідею, подібну до кінцевого продукту своєю простотою: парні плитки кратні трьом. Фоллмер вважав Drop7 натхненником для гри, і грав у неї протягом двох років, перш ніж зробити свою гру. Перший прототип Threes був написаний за одну ніч. За допомогою Wohlwend команда з двох осіб витратила щонайменше півроку на 14-місячну розробку гри, повторюючи цю основну ідею.

## Оцінки

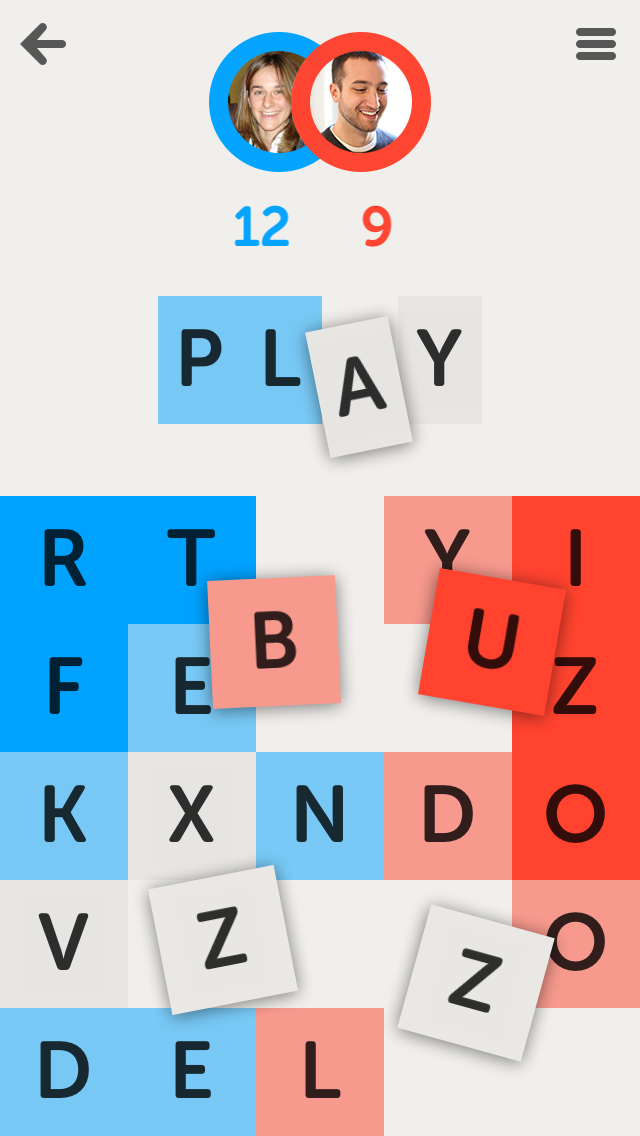
Два критики назвали Letterpress (2012) стилістичним попередником

Гра отримала те, що агрегатор оцінок оцінок відеоігор Metacritic назвав «універсальним визнанням», отримавши 92 % рейтингу на основі 19 відгуків. Eurogamer та TouchArcade присудили грі ідеальні оцінки, при цьому останні називають Threes «приблизно настільки близько, наскільки це можливо до ідеальної мобільної гри». Це була почесна згадка в категорії «Досконалість дизайну» Незалежного ігрового фестивалю 2014 року. Гра незабаром після її виходу досягла вершини діаграми продажів платних додатків Apple App Store. Re/code повідомив, що він «домінував» у діаграмі протягом наступних тижнів і став одним із 25 найкасовіших додатків у App Store. Пізніше він виграв премію Apple Design Award і був названий найкращою грою Apple для iPhone 2014 року. Рецензенти визнали гру «чарівною» та «звикальною». Вони порівняли гру з удачею Drop7, викликом Stickets, та «поєднанням за комбінацією» "механіка в Тріпл Таун . Рецензенти також високо оцінили простоту навчального посібника та відзначили, що їхня увага щодо об'єднання великої кількості плиток контрастує з їх потребою стежити за рухами дошки в цілому.
Бен Кучера з Polygon написав, що гра була «блискучою маленькою загадкою», і прокоментував складності розробки такої доступної мінімалістичної гри. Ден Райкерт із Game Informer зазначив, що гра володіє всіма якостями успішної мобільної гри: доступність коротких ігрових сесій, легка у вивченні та важка освоєність ігрового процесу, можливість створювати та випробовувати стратегії та механіка ігрового процесу сенсорні екрани . Він додав, що його адаптація прогресивної стратегії гри до більш високих балів зробила гру радісною. Ars Technica ' Кайл Orland писав, що він очікує, що гра приєднатися Drop7 і Супер шестикутник на свій телефон для решти його життя і Склеп Necrodancer дизайнер Райан Кларк під назвою трійок кращу гру IOS .

## Спадщина
Зовнішні розробники випустили ігри, які дуже нагадували <i id="mwAb4">Threes</i> протягом кількох тижнів після його випуску, включаючи версію на основі браузера, «неофіційну програму для подолання» Android (Fives), та інша гра для iPhone 1024, яка рекламувала себе як "Не потрібно платити за трійки ", а пізніше була перенесена на версію браузера. Клон березня 2014 року 1024, браузерна гра 2048, став популярним і породив «десятки пародій». Журналісти, включаючи журналістів Los Angeles Times, не визнали зв'язку гри з « Трійками» .
Команда Threes була «спантеличена» популярністю цих релізів, особливо тих, які не зарахували свою гру за цю ідею. Вони критикували 2048 ' дизайн гри і порівняв гру як Commander Keen їх Super Mario Bros. в 45 000 слів пост з викладом їх повний процес розробки 14 місяців. Gamasutra «S Leigh Олександр описав ситуацію як» унікальною трагедії ". Дизайнер трійки Фоллмер намагався видалити клонів з інтернет -магазинів, але в кінцевому підсумку погодився, що гру буде скопійовано, і вирішив, що його майбутні ігри не поділять таку ж долю.
Eurogamer назвав Threes однією з 10 найкращих ігор покоління. Посібник Тома включив Threes до однієї з 30 найкращих ігор 2010 -х років.

## Примітки

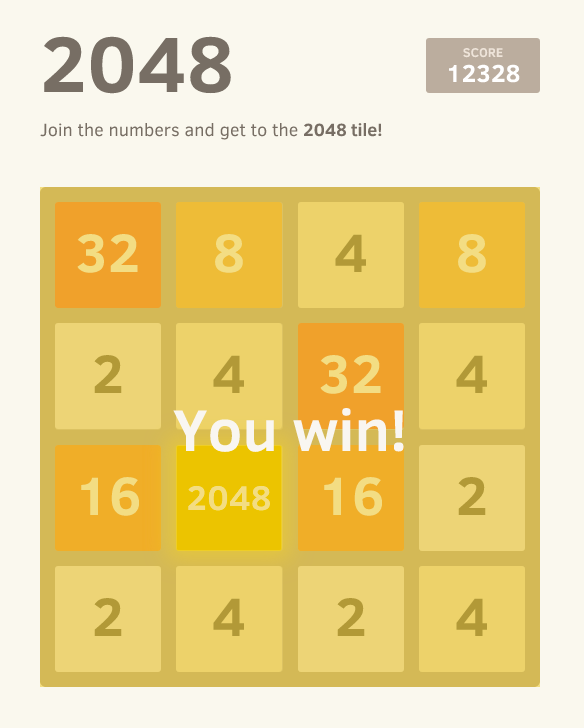
Геймплей 2048, який показує закінчену гру